# Prawo dziecka do szacunku
Prawo dziecka do szacunku – książka Janusza Korczaka z 1928.
Porównuje pozycję dziecka do żołnierza. Dziecko jest istotą rozumną, nie jest głupie, a rola nauczyciela powinna polegać na tym, żeby pomagać dziecku dojść do wiedzy. Dziecko powinno się traktować tak samo jak osobę dorosłą, powinno się je szanować. 